# SWAT 4: The Stetchkov Syndicate
 (novembre 2018).
Si vous disposez d'ouvrages ou d'articles de référence ou si vous connaissez des sites web de qualité traitant du thème abordé ici, merci de compléter l'article en donnant les références utiles à sa vérifiabilité et en les liant à la section « Notes et références ».
SWAT 4: The Stetchkov Syndicate est un jeu vidéo de tir tactique sorti en 2006 et fonctionne sur Windows. Le jeu a été développé par Irrational Games puis édité par Vivendi Universal. Cette extension à SWAT 4 rajoute sept nouvelles missions tournant autour de la famille Stetchkov, un syndicat du crime.

## Nouveautés
- La VoIP est intégrée directement dans le jeu.
- Deux nouveaux modes multijoueurs:
  - Fracasser et attraper où une équipe de suspects doit prendre une mallette et la déposer à un endroit précis de la carte alors que les membres du SWAT doivent les en empêcher. Celui qui transporte la mallette ne peut ni utiliser son arme principale, ni courir.
  - Co-op QMM pour Quick Mission Maker qui est une version modifiée de l'éditeur de missions rapide pour le multijoueur avec un chat intégré.
- Le mode coopératif passe de 5 à 10 joueurs simultanément en 2 équipes de 5.
- De nouvelles armes: un P90, un M249 SAW, un lance-grenade (munitions: grenade aveuglante "flashbang" GSS, gaz lacrymogène, grenade incapacitante "Stinger", bâtonnet), un Colt Accurized rifle, un Tec-9, un pistolet semi-automatique Mark 19 calibre .50, le Cobra (un taser), .
- De nouveaux équipements pour les membres du SWAT et les suspects (un sacs de munitions, des lunettes de vision de nuit, lorsque l'on doit choisir son type de gilet pare-balles le choix "pas de protection" apparaît en plus de léger et lourd...).
- Les suspects peuvent maintenant ramasser les armes qu'ils ont lâchés par terre s'ils ne sont pas arrêtés.
- Un système de statistiques et de ladder pour le multijoueur.
- La commande "Attente/Exécution" qui permet de donner des ordres à l'équipe bleue et la rouge devant attendre le feu vert du leader (par la commande "Exécution") permettant ainsi de synchroniser des actions.
- La commande Attaque de mêlée qui permet d'assigner une touche pour attaquer au corps à corps un ennemi en lui assénant un coup de crosse.
- De nouveaux objectifs de missions:
  - Empêcher la fuite des suspects.
  - Empêcher la destruction des preuves.
- l'option Un seul commandeur pour le mode coopératif qui permet de n'avoir qu'une seule personne qui donne les ordres; il est désigné aléatoirement au début de partie, quand le commandeur meurt ou s'il est exclu par vote.